# آکرواستئولیز

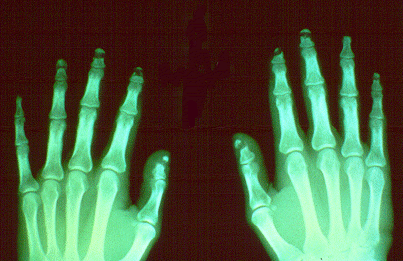
تغییرات اولیه آکروسئولیز را می توان با اشعه ایکس تشخیص داد. در این رادیوگرافی انحلال و تکه تکه شدن استخوان در چندین فالانژ انتهایی وجود دارد. ~ CDC

آکرواستئولیز، تحلیل فالانژهای استخوانی دیستال است. آکرواستئولیز دارای دو الگوی تحلیل در بزرگسالان است: منتشر و نواری.
الگوی منتشر تحلیل دارای تشخیص افتراقی بسیار متنوعی است که شامل موارد زیر است: پیکنودیزوستوز ، بیماری عروقی کلاژن و واسکولیت ، نوروپاتی رینود ، تروما، اپیدرمولیز بولوزا ، پسوریازیس ، سرمازدگی ، سارکوئیدوز ، هیپرتروفیک استئوآرتروپاتی، آکرومگالی و جذام پیشرفته .
الگوی نواری جذب ممکن است با در معرض قرار گرفتن با  پلی وینیل کلراید و سندرم هاجو-چنی دیده شود.
یک الگوی به خاطرسپاری که معمولاً برای اکرو استئولیز استفاده می شود PINCHFO است. P yknodysostosis، P پسوریازیس، I njury (سوختگی حرارتی، یخ زدگی)، نوروپاتی N ( دیابت )، بیماری عروقی C کلاژن ( اسکلرودرمی ، رینود)، هیپرپاراتیروئیدیسم H ، فامیلیال (Hadju-Cheney، progeria )، Ovinyleosure ،
آکرواستئولیز ممکن است با حداقل تغییرات پوستی یا ضایعات پوستی ایسکمیک که ممکن است منجر به نکروز انگشتان شود همراه باشد. : 665 

## همچنین ببینید
- آناتومی ناخن